# 芭班·希
芭班·希（發音「baavan shee」或「baa'van see」），是在蘇格蘭高地一帶流傳的女性傳說生物，具有吸血鬼、魅魔與妖精的常見特徵。她們常以美麗女子的形象出現，誘惑受害者並吸乾他們的血液。其名稱中的「sith」在蘇格蘭蓋爾語中指的便是「妖精」之意。

## 傳說記述
根據蘇格蘭民俗學家唐納德·亞歷山大·麥肯齊寫下的記述，芭班·希通常身著翠綠色的長洋裝，藉由長裙擺來掩飾自己的腳，因為她們的腳不是人足，而是鹿蹄。如同一般的吸血鬼，她們會襲擊人類並吸取受害者的鮮血，而當太陽升起時她們便會消失無蹤。芭班·希也具有能變身成冠小嘴烏鴉或渡鴉的能力。
許多關於芭班·希的故事，都是以這些女吸血鬼襲擊在荒野中過夜的獵人們為故事主題。在麥肯齊紀錄到的其中一個故事版本中，主角是四名獵人。他們在一處偏僻的小屋過夜，其中一人唱起了歌，其他人則跟著跳起舞來。獵人們說著想要有個舞伴，於是很快地便出現四名女子，進入小屋。其中三名女子開始和獵人們跳舞，剩下那個女子則坐在唱歌的獵人旁邊。接著唱歌的獵人察覺到自己的同伴身上開始滴下鮮血，於是他驚惶失措地逃出小屋，躲進馬群中避難。他的吸血鬼女伴試圖抓住他但沒有成功，等到天亮時，吸血鬼們便消失了。倖存的獵人回到小屋，發現他的三個朋友全因血液流乾而亡。民俗學家凱瑟琳·瑪麗·布里格斯猜測故事中的獵人之所以能逃過一劫，是因為馬的腳上有馬蹄鐵，而鐵在傳說中一向是妖精們的弱點。
在另一個版本的故事中，其中一個獵人注意到女子長著的不是人腳而是鹿蹄，於是逃走了。隔天早上他回去觀察情況，發現其他獵人的死狀悽慘，喉嚨與胸腔都被割開。
在第三種版本的故事中，獵人們是在洞穴中過夜。每名獵人都說著，要是自己的愛人今晚在這裡該有多好，只有一個叫邁克菲（Macphee）、養著一條黑狗的獵人表示他情願自己的妻子繼續待在家裡。接著一群年輕女子就這麼進入了洞穴中，將獵人們一一殺害，只有邁克菲有狗保護而倖免於難。最後那條黑狗將女人們趕出了洞穴。
這些故事裡有個共同點，那就是每當獵人們訴說著希望有女性作伴時，芭班·希幾乎都會立刻出現。在傳統的蘇格蘭信仰中，如果一個人在夜晚不去祈求上帝的保護，反而許下願望的話，那麼這個願望便會以另一種糟糕透頂的形式實現。

## 大眾文化中的芭班·希

### 文學
- 《Faerie Tale（英语：Faerie Tale）》（1988年），美國作家雷蒙·E·費斯特（英语：Raymond E. Feist）創作的當代奇幻小說。
- 《黑暗時代系列（英语：The Dark Age (series)）》（2002年），英格蘭作家馬克·查德伯恩（英语：Mark Chadbourn）創作的奇幻三部曲。
- 《魔法師：不朽尼古拉·弗拉梅爾的秘密（英语：The Magician: The Secrets of the Immortal Nicholas Flamel）》（2008年），英國奇幻小說。
- 《Jane True》（2009年），美國作家妮可·D·皮勒（英语：Nicole D. Peeler）創作的奇幻系列。
- 《Caledonia》（2014年），蘇格蘭作家艾美·迪恩·霍夫（英语：Amy Dean Hoff）創作的都市奇幻系列。
- 《生命之書（英语：The Book of Life (Harkness novel)）》（2014年），美國作家黛博拉·哈克尼斯（英语：Deborah Harkness）所著奇幻小說。
- 《Dancing Vampire》（2015年），蘇格蘭作家科妮莉亞·阿米里（Cornelia Amiri）創作的小說系列，一共六冊，以七名芭班·希姊妹為故事主角。每一冊皆以不同的芭班·希為主角，講述她們的愛情故事。
- 《Night and Silence》（2018年），美國作家莎南·麥奎爾（英语：Seanan McGuire）所著小說。在故事中芭班·希可以模仿她們最近吸過血的對象的外貌及超能力。

### 電影
- 《芭班·希》（2017年），蘇格蘭劇情片，由大衛·W·哈奇森（David W Hutchison）執導[7]。

### 遊戲
- 芭班·希在「戰鬥幻想（英语：Fighting Fantasy）」系列遊戲書《Vault of the Vampire》（1989年）中為敵方角色。
- 《Fate/Grand Order》（2021年），日本手機遊戲，由聲優和氣杏未飾演芭班·希一角。

## 腳註
1. ↑  雖然依照蓋爾語發音規則Baobhan應發成「boo-van」，但此處應以古傳承的發音「baavan shee」優先，而非拼法上的發音優先。Baobhan sith僅是這種吸血妖精的眾多拼法之一，另有Bavanshee、Baboan Sidhe、Baboan Si等不同拼法。